# Man-At-Arms
Man-At-Arms, u Hrvatskoj poznat i kao Čovjek Oružje, izmišljeni je lik iz multimedijalne franšize Gospodari svemira. Njegovo osobno ime je Duncan i očuh je ratnice Teele, a po drugim verzijama njen biološki otac. Njegova zadaća je savjetovati kralja Randora i Kraljevsku stražu u pitanjima vojnih i obrambenih djelovanja. Osim toga, on je vojni stručnjak, izumitelj i učitelj princa Adama, a ujedno je i jedna od rijetkih osoba koja zna Adamov tajni identitet. Pripadnik je Herojskih ratnika na čelu s He-Manom, koji se bore protiv Zlih ratnika predvođenih zlim čarobnjakom Skeletorom.

## Povijest lika
Man-At-Arms, osobnim imenom Duncan je vojni časnik, oružnik i glavni strateg na Kraljevskom dvoru Eternije i jedan je od ljudi od povjerenja kralja Randora. Odgojio je Teelu kao svoju kćer, ali ona ne zna da joj je majka Čarobnica, zaštitnica dvorca Siva Lubanja i tajne moći. Učitelj je princa Adama i poznaje tajnu njegova dvostrukog identiteta te stoga pokušava uvijek opravdati Adamov izostanak kad dođe do prijetnje i Adam se mora pretvoriti u He-Mana.

## Originalni mini stripoviGospodari svemira
U mini stripovima je prikazan ponešto drugačije, nego u kasnijim animiranim serijama. Budući da u ranim pričama nije bilo kraljevskog dvora, on je bio ratnik i vođa Gospodara sveg oružja. U istim stripovima nije opisana njegova obiteljska veza s Teelom, koja je predstavljena kao božanska ratnica.

## Televezijska adaptacija lika

### He-Man i Gospodari svemira (1983. – 1985.)
U originalnoj animiranoj seriji  iz prve polovice 1980-ih, Man-At-Arms je vojnik, strateg, izumitelj i mentor prijestolonasljednika Eternije, princa Adama. Također, on je i adoptivni otac kapetanice Teele. Uz Teelinu majku, Čarobnicu te Orka, jedini je koji zna Adamovu tajnu dvostrukog identiteta.
U Kraljevskoj palači ima veliku tehnološku radionicu u kojoj radi na brojnim pokusnim vrstama naoružanja za napad i obranu. Često se nalazi na meti dvorskog zabavljača i čarobnjaka Orka koji vrlo često promaši magični trik na Duncanovu štetu.

### Gospodari svemira (1987.)
ManAt-Arms je u filmu Gospodari svemira (1987.) prikazan kao nešto stariji, isluženi vojni veteran koji se, zajedno s kćerkom Teelom borbi protiv Zlih ratnika predvođenih Skeletorom koji je osvojio dvorac Siva Lubanja i zarobio Čarobnicu od koje crpi njenu moć i prenosi je na sebe. Tijekom sukoba sa Skeletorom u dvorcu Siva Lubanja, Man-At-Arms je prisiljen pobjeći zajedno s He-Manom, Teelom i Gwildorom kroz vremensko-prostorni portal, uz pomoć kojeg su završili na planeti Zemlji. Skeletor je poslao svoje zle ratnike za njima kako bi mu odnijeli Kosmički ključ, pomoću kojeg može ovladati čitavim svemirom.
Duncan najčešće radi u paru sa svojom kćerkom Teelom, dok He-Man povremeno poduzima samostalne akcije.

### He-Man i Gospodari svemira (2002. – 2004.)
U inačici s početka 2000-ih godina, Man-At-Arms je prikazan kao mračniji i ubojitiji ratnik, ali je uspostavljen i kontinuitet s originalnom serijom pa je Man-At-Arms i dalje adoptivni Teelin otac te mentor princa Adama i poznavatelj njegove tajne. U seriji je otkriveno da je Fisto njegov brat. Man-At-Arms je i u toj inačici serije oružnik i zadužen za stvaranje novog oružja i izvedbu tehničkih pokusa koji ponajviše služe unapređenju vojne sposobnosti vojske Eternosa.

### Gospodari svemira: Otkriće (2021. – …)
Nakon smrti princa Adama, kralj Randor je razriješio Man-At-Armsa svih dužnosti na kraljevskom dvoru i prognao ga iz kraljevstva. Nekoliko godina kasnije, doznaje se da Duncan živi povučenim životom zajedno s Robotom i onemoćalim Orkom, kojemu je nestanak magije na Eterniji pogoršao vitalnost. Kada se Duncan slučajno nađe s Teelom i njenom prijateljicom Androm uključuje se nevoljko u pohod u Preterniju gdje bi se mogao ponovno spojiti Mač Moći. Prilikom prolaska kroz Subterniju ekipa predvođena Teelom izgubila je Orka kojeg je ubio Scare Glow. U Preterniji Teela nailazi na princa Adama koji doznaje za razvoj situacije na Eterniji i opasnost koja prijeti cijelom životu u svemiru. Nakon što je Roboto ponovno iskovao Mač Moći, princ Adam se ponovno vraća, zajedno s Teelom, Duncanom i ostalima na Eterniju, da bi potom bio ranjen od strane Skeletora, koji se iznenada pojavljuje i prisvaja Mač Moći.
Duncan pomaže Herojskim ratnicima potući Skeletora, ali biva zarobljen u tamnicu dvorca Siva Lubanja. Kada se uspio osloboditi, pristupa princu Adamu i ostalima koji pokušavaju poraziti moćnog Skeletora, a potom sudjeluje u velikoj bitci koja se odvija ispred dvorca Siva Lubanja.

## Vanjske poveznice
- Man-At-Arms – he-man.fandom.com (engl.)